# Mudi
De mudi is een hondenras.

## Geschiedenis
De mudi is een kleine herdershond, afkomstig uit Hongarije. Hij werd gebruikt voor het hoeden van schapen, maar ook wel bij rundvee en varkens. De mudi is zeer nauw verwant met de Kroatische herder en in mindere mate met de pumi en de puli. Het ras werd in 1936 voor het eerst beschreven. Het stamboek is in Hongarije nog steeds open, wat betekent dat dieren zonder papieren, na keuring, daarin kunnen worden opgenomen.

## Uiterlijk
De mudi heeft hoog ingeplante, staande oren. In attente houding is de staart sikkelvormig achter en boven het lichaam gekruld, in rust hangend. Ook korte staarten komen van nature in het ras voor. De vacht is op het hoofd en aan de voorzijde van de benen glad. Op de rest van het lichaam is de vacht golvend of licht gekruld, dicht en 3 tot 7 centimeter lang. Toegestaan zijn de kleuren: zwart, grijs, blue-merle, bruin, wit en crème. Reuen bereiken een schofthoogte van 41-47 centimeter, teven van 38-44 centimeter. Het gewicht van reuen mag 11-13 kilogram, van teven 8-11 kilogram bedragen.

## Aard en gebruik
De mudi is makkelijk opvoedbaar én tamelijk zelfstandig. Hij heeft een levendig karakter en een aanzienlijke behoefte aan beweging. Het ras is als huishond geschikt voor sportieve bazen en wordt tegenwoordig ook met succes ingezet bij agility.